# La Joyeuse Parade
Pour plus de détails, voir Fiche technique et Distribution.
La Joyeuse Parade (titre original : There's No Business Like Show Business)  est un film musical américain réalisé par Walter Lang, sorti en 1954.
Cette comédie musicale, dont la musique a été composée par Irving Berlin,, a pour principaux interprètes  Ethel Merman, Dan Dailey, Donald O'Connor, Mitzi Gaynor, Marilyn Monroe, Johnnie Ray et Hugh O'Brian.

## Synopsis
Les « cinq Donahue », formé par Molly, Terence Donahue et leurs trois enfants, sont des vedettes de music-hall. L'arrivée de Vicky, une chanteuse de cabaret dont Tim tombe amoureux, menace la cohésion du groupe. Après avoir tenté de l'évincer, les parents décident d'intégrer Vicky au nouveau spectacle qu'ils préparent.

## Fiche technique
- Titre original : There's No Business Like Show Business
- Titre français:  La Joyeuse Parade
- Réalisation : Walter Lang
- Scénario : Phoebe Ephron et Henry Ephron d'après une histoire de Lamar Trotti
- Musique : Irving Berlin
  - Musique additionnelle : Earle H. Hagen, Bernard Mayers, Alfred Newman, Lionel Newman, Hal Schaefer, Herbert W. Spencer
- Photographie : Milton R. Krasner
- Montage : Robert Simpson
- Direction artistique : John De Cuir, Lyle Wheeler
- Costumes : Travilla, Miles White
- Chorégraphie : Robert Alton
- Production : Sol C. Siegel
- Société de production : Twentieth Century Fox
- Pays d'origine :  États-Unis
- Langue originale : anglais
- Format : couleurs (DeLuxe) - 35 mm - 2,55:1 (Cinémascope) - son stéréo 4 pistes
- Genre : film musical et comédie dramatique
- Durée : 117 minutes (1 h 57)
- Dates de sortie : 
  - États-Unis : 19 décembre 1954
  - France : 15 avril 1955

## Distribution
- Marilyn Monroe : Vicky
- Ethel Merman : Molly Donahue
- Dan Dailey : Terence Donahue
- Donald O'Connor : Tim Donahue
- Johnnie Ray : Steve Donahue
- Mitzi Gaynor : Kathy Donahue
- Rhys Williams : Le père Dineen
- Richard Eastham : Lew Harris
- Hugh O'Brian : Charles Biggs
- Frank McHugh : Eddie Dugan
- Lee Patrick : Marge
- Robin Raymond : Lillian Sawyer
- Eve Miller : fille du vestiaire

Non crédités :
- Dorothy Adams : Infirmière
- Gavin Gordon : Geoffrey
- Barry Norton : Patron de boîte de nuit

## Autour du film
Marilyn Monroe interprète elle-même quatre chansons dans ce film, mais elle a été "doublée" par Dolores Gray pour le disque de la bande originale, gravé par Decca, car elle était alors sous contrat d'exclusivité avec la maison de disques rivale RCA Records.
Le 17 juillet 1954, pendant le tournage, le pianiste de jazz et compositeur Hal Schaefer, professeur de chant de Marilyn Monroe, a tenté de se suicider en absorbant des comprimés de Benzedrine et de Nembutal dissous dans de l'alcool et un produit de nettoyage pour machine à écrire ! Il se savait alors filé par Joe DiMaggio, furieux d'avoir découvert que son épouse entretenait une liaison adultérine avec lui. Grâce à l'intervention rapide et efficace d'amis, Hal Schaefer a survécu, mais son foie et ses reins ont été gravement endommagés.